# 利亞瓦略爾

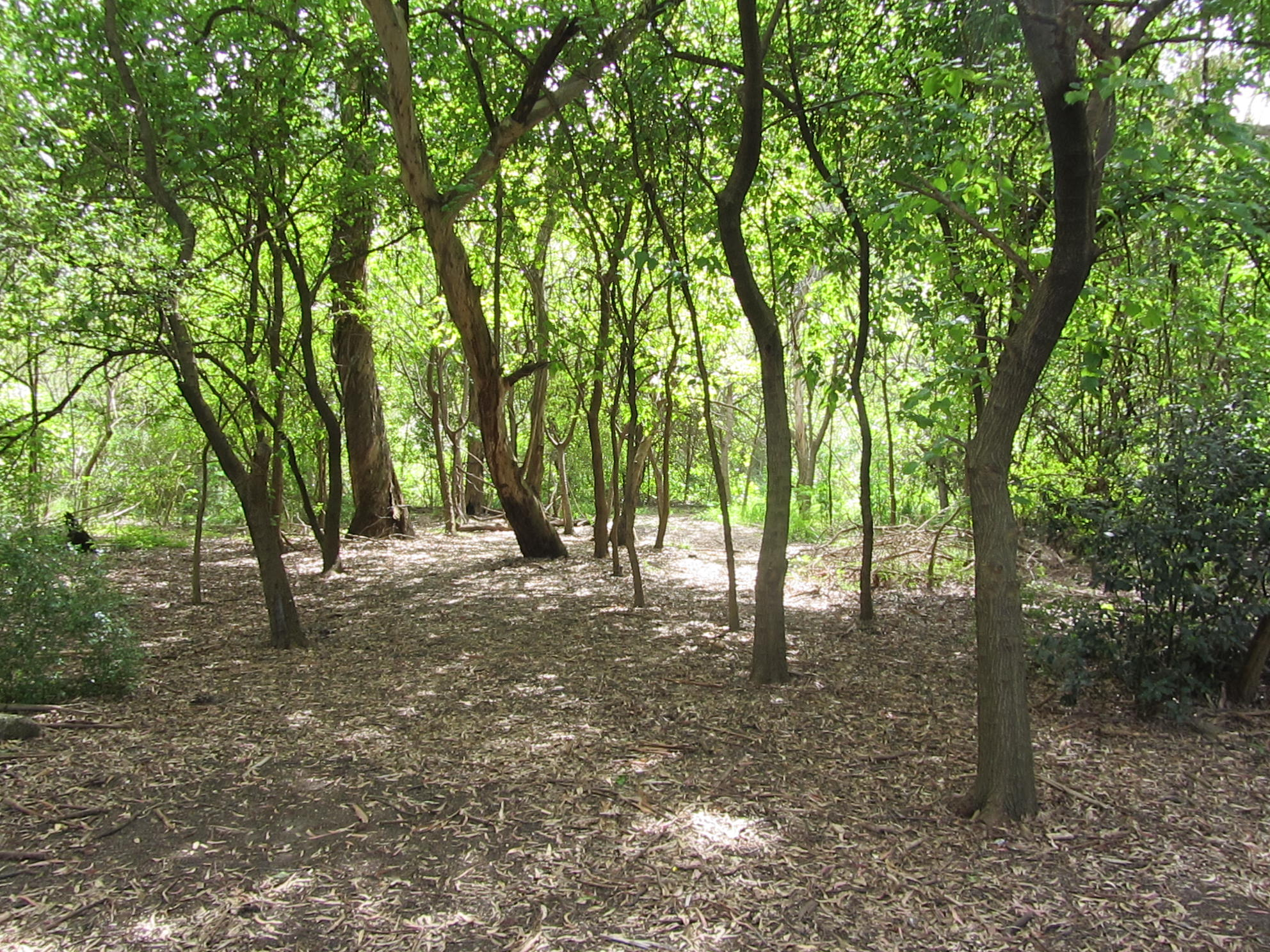
利亞瓦略爾

利亞瓦略爾（Llavallol）是阿根廷的城鎮，位於該國東北部，由布宜諾斯艾利斯省負責管轄，面積11.3平方公里，海拔高度16米，2001年人口44,463，人口密度每平方公里3,934.78人。